# Dolga palčna upogibalka
Dolga palčna upogibalka (latinsko musculus flexor pollicis longus) je mišica podlakti, ki leži na istem nivoju kot globoka upogibalka prstov. Izvira iz zgornje srednje polovice koželjnice, lateralne prve tretjine medkostne vezivne opne in ulnarnega epikondila podlahtnice. Narašča se na volarno stran baze distalne falange palca.
Funkcija mišice je fleksija v metakarpofalangealnem in interfalagealnem sklepu palca.
Oživčuje jo živec medianus (C7 in C8).